# Walter Reed Army Institute of Research
 (novembre 2024).
Si vous disposez d'ouvrages ou d'articles de référence ou si vous connaissez des sites web de qualité traitant du thème abordé ici, merci de compléter l'article en donnant les références utiles à sa vérifiabilité et en les liant à la section « Notes et références ».

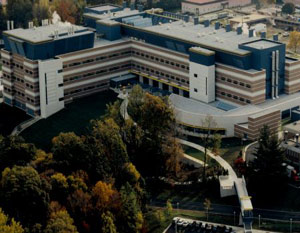
Le Daniel Inouye Building, siège du WRAIR depuis 1999.

Le Walter Reed Army Institute of Research (WRAIR) en français Institut de recherche de l'armée Walter Reed est le plus grand établissement de recherche biomédicale administré par le U.S. Department of Defense (DoD). L'institut est situé dans l'Forest Glen Annex, dans la partie Forest Glen Park de la zone urbaine non constituée en société Silver Spring dans le Maryland juste au nord de Washington, DC, mais il s'agit d'une unité subordonnée du U.S. Army Medical Research and Development Command (USAMRDC), dont le siège se trouve à proximité de Fort Detrick, dans le Maryland. À Forest Glen, le WRAIR partage un laboratoire et des locaux administratifs — le bâtiment Sen Daniel K. Inouye, également connu sous le nom de bâtiment 503 — avec le Naval Medical Research Center depuis 1999.

## Histoire
L'institut tire son nom du major Walter Reed, médecin de l'armée (1851–1902), qui, en 1901, dirigea l'équipe qui confirma la théorie selon laquelle la fièvre jaune est transmise par une espèce particulière de moustique, plutôt que par contact direct. Aujourd'hui, le WRAIR encourage et effectue des recherches biomédicales pour le DoD et l'armée américaine. Il a récemment développé deux « centres d'excellence » modernes dans les domaines de la psychiatrie/neuroscience militaire et de la recherche sur les maladies infectieuses. Les centres se concentrent respectivement sur la condition physique des soldats, les lésions cérébrales et la gestion du sommeil, ainsi que sur le développement de vaccins et de médicaments pour la prévention et le traitement de maladies telles que le paludisme, le VIH/SIDA, la dengue, les infections des plaies, la leishmaniose et les maladies entériques.
En 2003, l'institut a recueilli des données sur des soldats rentrant d'Irak et d'Afghanistan pour étudier la bactérie Acinetobacter baumannii.

## Membres notables du personnel
- Robert J. T. Joy
- Maurice Hilleman, (1948–57)
- David Rioch (1951–70)
- Walle Nauta (1951–64)
- Robert Galambos
- Joseph C. Sharp[2]
- David H. Hubel (ca. 1954–58)
- Jerome Kim
- Edward Perl (ca. 1953–54)
- James S. Ketchum (1958–60)
- Nelson Michael